# Discografia di Rosalía
La discografia di Rosalía consiste in tre album in studio, due EP, trentuno singoli, di cui cinque come artista ospite, e trentaquattro video musicali.

## Album in studio
| Anno                                                                                      | Titolo | Classifiche | Classifiche | Classifiche | Classifiche | Classifiche | Classifiche | Classifiche | Classifiche | Classifiche | Certificazioni                                                        |
| Anno                                                                                      | Titolo | SPA         | BEL (FL)    | FRA         | ITA         | POR         | SWI         | UK          | USA         | USA Latin   | Certificazioni                                                        |
| ----------------------------------------------------------------------------------------- | --- | ----------- | ----------- | ----------- | ----------- | ----------- | ----------- | ----------- | ----------- | ----------- | --------------------------------------------------------------------- |
| 2017                                                                                      | Los ángeles - Pubblicato: 10 febbraio 2017 - Etichetta: Universal Spain - Formati: CD, LP, download digitale, streaming | 9           | —           | —           | —           | —           | —           | —           | —           | —           | - SPA: Oro                                                            |
| 2018                                                                                      | El mal querer - Pubblicato: 2 novembre 2018 - Etichetta: Columbia - Formati: CD, LP, download digitale, streaming       | 1           | 76          | —           | —           | 20          | 56          | —           | —           | 10          | - SPA: Platino (3)                                                    |
| 2022                                                                                      | Motomami - Pubblicato: 18 marzo 2022 - Etichetta: Columbia - Formati: CD, LP, download digitale, streaming              | 1           | 3           | 15          | 24          | 1           | 6           | 42          | 33          | 3           | - FRA: Platino - ITA: Platino - MEX: Platino + Oro - SPA: Platino (3) |
| "—" indica che l'opera non si è classificata o non è stata pubblicata in quel territorio. | |             |             |             |             |             |             |             |             |             |                                                                       |

## Extended play
| Anno | Titolo e dettagli |
| ---- | --- |
| 2019 | Fucking Money Man - Pubblicato: 7 luglio 2019 - Etichetta: Columbia - Formati: Download digitale, streaming                              |
| 2023 | RR (con Rauw Alejandro) - Pubblicato: 24 marzo 2023 - Etichetta: Columbia, Duars, Sony Latin - Formati: LP, download digitale, streaming |

## Singoli

### Come artista principale
| Anno | Titolo                                     | Classifiche | Classifiche | Classifiche | Classifiche | Classifiche | Classifiche | Classifiche | Classifiche | Classifiche | Classifiche | Certificazioni | Album di provenienza                                  |
| Anno | Titolo                                     | SPA         | ARG         | BEL (FL)    | FRA         | ITA         | POR         | SWI         | UK          | USA         | USA Latin   | Certificazioni | Album di provenienza                                  |
| --- | ------------------------------------------ | ----------- | ----------- | ----------- | ----------- | ----------- | ----------- | ----------- | ----------- | ----------- | ----------- | --- | ----------------------------------------------------- |
| 2016 | Catalina                                   | —           | ×           | —           | —           | —           | —           | —           | —           | —           | —           | - SPA: Oro | Los ángeles                                           |
| 2017 | De plata                                   | —           | ×           | —           | —           | —           | —           | —           | —           | —           | —           | | Los ángeles                                           |
| 2017 | Aunque es de noche                         | —           | ×           | —           | —           | —           | —           | —           | —           | —           | —           | - SPA: Oro | /                                                     |
| 2018 | Malamente                                  | 2           | ×           | 53          | —           | —           | 79          | —           | —           | —           | —           | - FRA: Oro - MEX: Platino + Oro - SPA: Platino (5) - USA: Platino (Latin)                                                                 | El mal querer                                         |
| 2018 | Pienso en tu mirá                          | 5           | ×           | —           | —           | —           | —           | —           | —           | —           | —           | - MEX: Oro - SPA: Platino (3) | El mal querer                                         |
| 2018 | Di mi nombre                               | 1           | —           | —           | —           | —           | —           | —           | —           | —           | —           | - MEX: Oro - SPA: Platino (2) | El mal querer                                         |
| 2018 | Bagdad                                     | 7           | —           | —           | —           | —           | —           | —           | —           | —           | —           | - MEX: Platino - SPA: Platino | El mal querer                                         |
| 2019 | De aquí no sales                           | 22          | —           | —           | —           | —           | —           | —           | —           | —           | —           | - SPA: Oro | El mal querer                                         |
| 2019 | Con altura (con J Balvin feat. El Guincho) | 1           | 1           | 67          | 175         | —           | 28          | 98          | —           | 118         | 12          | - CAN: Oro - FRA: Oro - ITA: Oro - POR: Oro - MEX: Diamante (2) + Oro - SPA: Platino (5) - SWI: Oro - USA: Platino (2)                    | /                                                     |
| 2019 | Aute cuture                                | 1           | —           | 59          | —           | —           | 79          | —           | —           | —           | 39          | - SPA: Platino | /                                                     |
| 2019 | Milionària                                 | 1           | —           | —           | —           | —           | —           | —           | —           | —           | —           | - SPA: Platino (2) | Fucking Money Man                                     |
| 2019 | Yo x ti, tú x mí (con Ozuna)               | 1           | 12          | 51          | 189         | 61          | 29          | 29          | —           | 117         | 12          | - FRA: Oro - ITA: Oro - POR: Oro - MEX: Diamante + Platino + Oro - SPA: Platino (5) - SWI: Platino - USA: Platino                         | /                                                     |
| 2019 | A palé                                     | 16          | —           | —           | —           | —           | —           | —           | —           | —           | 42          | - SPA: Oro | /                                                     |
| 2020 | Juro qué                                   | 7           | —           | —           | —           | —           | 139         | —           | —           | —           | 41          | - SPA: Oro | /                                                     |
| 2020 | TKN (con Travis Scott)                     | 1           | 7           | 53          | 52          | 16          | 2           | 6           | 41          | 66          | 2           | - CAN: Platino - FRA: Platino - ITA: Platino - MEX: Platino (2) - POR: Platino (2) - SPA: Platino (2) - SWI: Oro - UK: Argento - USA: Oro | /                                                     |
| 2021 | Lo vas a olvidar (con Billie Eilish)       | 15          | 100         | 43          | 78          | 74          | 12          | 10          | 35          | 62          | 3           | - SPA: Oro | Euphoria Season 1 (An HBO Original Series Soundtrack) |
| 2021 | Linda (con Tokischa)                       | 22          | —           | —           | —           | —           | —           | —           | —           | —           | 34          | - MEX: Oro - SPA: Platino - USA: Platino (2) (Latin)                                                                                      | /                                                     |
| 2021 | La fama (feat. The Weeknd)                 | 1           | 73          | —           | 5           | 86          | 29          | 15          | —           | 94          | 2           | - FRA: Diamante - ITA: Platino - MEX: Platino - POR: Platino - SPA: Platino (6) - SWI: Platino - USA: Oro                                 | Motomami                                              |
| 2022 | Saoko                                      | 5           | —           | —           | —           | —           | 68          | —           | —           | —           | 22          | - MEX: Oro - SPA: Platino | Motomami                                              |
| 2022 | Chicken Teriyaki                           | 11          | —           | —           | —           | —           | 97          | —           | —           | —           | 20          | - MEX: Oro - SPA: Platino | Motomami                                              |
| 2022 | Despechá                                   | 1           | 2           | —           | 6           | 32          | 3           | 14          | —           | 67          | 7           | - FRA: Diamante - ITA: Platino (2) - MEX: Diamante + Oro - POR: Platino (3) - SPA: Platino (13) - SWI: Platino (2) - USA: Platino         | Motomami                                              |
| 2022 | El pañuelo (con Romeo Santos)              | 7           | —           | —           | —           | —           | —           | 93          | —           | —           | 20          | - SPA: Platino (2) - USA: Platino (3) (Latin)                                                                                             | Formula, Vol. 3                                       |
| 2022 | Besos mojados (con Wisin & Yandel)         | 6           | 47          | —           | —           | —           | —           | —           | —           | —           | 30          | - MEX: Platino + Oro - SPA: Platino (4) - USA: Oro (Latin)                                                                                | La última misión                                      |
| 2023 | LLYLM                                      | 4           | 86          | —           | 34          | 74          | 48          | 32          | —           | —           | 22          | - FRA: Oro - ITA: Oro - SPA: Platino (2)                                                                                                  | /                                                     |
| 2023 | Beso (con Rauw Alejandro)                  | 1           | 11          | —           | 7           | 23          | 3           | 3           | —           | 52          | 4           | - FRA: Platino - ITA: Platino (2) - MEX: Oro - POR: Platino - SPA: Platino (7) - SWI: Oro - USA: Platino                                  | RR                                                    |
| 2023 | Tuya                                       | 10          | 62          | —           | 170         | —           | 53          | 29          | —           | —           | 38          | - SPA: Platino | /                                                     |
| "—" indica che l'opera non si è classificata o non è stata pubblicata in quel territorio. "×" indica una classifica inesistente. |                                            |             |             |             |             |             |             |             |             |             |             | |                                                       |

### Come artista ospite
| Anno | Titolo                                                                   | Classifiche | Classifiche | Classifiche | Classifiche | Classifiche | Classifiche | Classifiche | Classifiche | Certificazioni            | Album di provenienza |
| Anno | Titolo                                                                   | SPA         | ARG         | FRA         | ITA         | SWI         | UK          | USA         | USA Latin   | Certificazioni            | Album di provenienza |
| --- | ------------------------------------------------------------------------ | ----------- | ----------- | ----------- | ----------- | ----------- | ----------- | ----------- | ----------- | ------------------------- | -------------------- |
| 2016 | Antes de morirme (C. Tangana feat. Rosalía)                              | 26          | ×           | —           | —           | —           | —           | —           | —           | - SPA: Platino (5)        | /                    |
| 2019 | Highest in the Room (Remix) (Travis Scott feat. Rosalía e Lil Baby)      | 19          | —           | —           | 15          | —           | —           | —           | —           | - MEX: Platino - SPA: Oro | JackBoys             |
| 2020 | KLK (Arca feat. Rosalía)                                                 | —           | —           | —           | —           | —           | —           | —           | —           |                           | Kick I               |
| 2020 | Relación (Remix) (Sech, Daddy Yankee e J Balvin feat. Rosalía e Farruko) | 2           | 3           | —           | 73          | 47          | —           | 64          | 2           | - SPA: Platino (3)        | /                    |
| 2023 | Oral (Björk feat. Rosalía)                                               | —           | —           | —           | —           | —           | —           | —           | —           |                           | /                    |
| 2024 | New Woman (Lisa feat. Rosalía)                                           | 12          | 88          | 76          | —           | 62          | 55          | —           | —           |                           | /                    |
| "—" indica che l'opera non si è classificata o non è stata pubblicata in quel territorio. "×" indica una classifica inesistente. |                                                                          |             |             |             |             |             |             |             |             |                           |                      |

### Singoli promozionali
| Anno                                                                                      | Titolo                                             | Classifiche | Classifiche | Certificazioni | Album di provenienza |
| Anno                                                                                      | Titolo                                             | SPA         | POR         | Certificazioni | Album di provenienza |
| ----------------------------------------------------------------------------------------- | -------------------------------------------------- | ----------- | ----------- | -------------- | -------------------- |
| 2020                                                                                      | Dolerme                                            | 19          | —           | - SPA: Platino | /                    |
| 2020                                                                                      | Blinding Lights (Remix) (The Weeknd feat. Rosalía) | —           | —           |                | /                    |
| 2022                                                                                      | Hentai                                             | 7           | 110         | - SPA: Oro     | Motomami             |
| 2024                                                                                      | Omega (feat. Ralphie Choo)                         | 8           | —           |                | /                    |
| "—" indica che l'opera non si è classificata o non è stata pubblicata in quel territorio. |                                                    |             |             |                |                      |

## Altri brani entrati in classifica
| Anno | Titolo                                           | Classifiche | Classifiche | Classifiche | Classifiche | Classifiche | Classifiche | Classifiche | Certificazioni                           | Album di provenienza     |
| Anno | Titolo                                           | SPA         | ARG         | BEL (FL)    | POR         | SWI         | USA         | USA Latin   | Certificazioni                           | Album di provenienza     |
| --- | ------------------------------------------------ | ----------- | ----------- | ----------- | ----------- | ----------- | ----------- | ----------- | ---------------------------------------- | ------------------------ |
| 2018 | Brillo (J Balvin feat. Rosalía)                  | 18          | ×           | —           | —           | —           | —           | —           | - SPA: Platino (2)                       | Vibras                   |
| 2018 | Que no salga la Luna                             | 15          | —           | —           | —           | —           | —           | —           | - SPA: Oro                               | El mal querer            |
| 2018 | Reniego                                          | 36          | —           | —           | —           | —           | —           | —           |                                          | El mal querer            |
| 2018 | Preso                                            | 48          | —           | —           | —           | —           | —           | —           |                                          | El mal querer            |
| 2018 | Nana                                             | 20          | —           | —           | —           | —           | —           | —           |                                          | El mal querer            |
| 2018 | Maldición                                        | 30          | —           | —           | —           | —           | —           | —           |                                          | El mal querer            |
| 2018 | A ningun hombre                                  | 35          | —           | —           | —           | —           | —           | —           | - SPA: Oro                               | El mal querer            |
| 2019 | Barefoot in the Park (James Blake feat. Rosalía) | 40          | —           | 61          | —           | —           | —           | —           | - SPA: Oro                               | Assume Form              |
| 2019 | Me traicionaste (con A.Chal)                     | 70          | —           | —           | —           | —           | —           | —           |                                          | For the Throne           |
| 2019 | Dios nos libre del dinero                        | 24          | —           | —           | —           | —           | —           | —           | - SPA: Oro                               | Fucking Money Man        |
| 2020 | La noche de anoche (con Bad Bunny)               | 1           | 3           | —           | 118         | 41          | 53          | 2           | - ITA: Oro - POR: Oro - SPA: Platino (6) | El último tour del mundo |
| 2022 | Candy                                            | 1           | 94          | —           | 60          | 83          | —           | 17          | - MEX: Oro - SPA: Platino (2)            | Motomami                 |
| 2022 | Bulerías                                         | 16          | —           | —           | 178         | —           | —           | —           | - SPA: Oro                               | Motomami                 |
| 2022 | Bizcochito                                       | 13          | —           | —           | 163         | —           | —           | —           | - MEX: Platino - SPA: Platino            | Motomami                 |
| 2022 | G3 N15                                           | 15          | —           | —           | —           | —           | —           | —           | - SPA: Oro                               | Motomami                 |
| 2022 | Motomami                                         | 20          | —           | —           | —           | —           | —           | —           | - SPA: Oro                               | Motomami                 |
| 2022 | Diablo                                           | 19          | —           | —           | 184         | —           | —           | —           | - SPA: Oro                               | Motomami                 |
| 2022 | Delirio de grandeza                              | 25          | —           | —           | —           | —           | —           | —           |                                          | Motomami                 |
| 2022 | Cuuuuuuuuuute                                    | 24          | —           | —           | —           | —           | —           | —           |                                          | Motomami                 |
| 2022 | Como un g                                        | 18          | —           | —           | —           | —           | —           | —           | - SPA: Oro                               | Motomami                 |
| 2022 | ABCDEFG                                          | 36          | —           | —           | —           | —           | —           | —           |                                          | Motomami                 |
| 2022 | La combi Versace (feat. Tokischa)                | 12          | —           | —           | 189         | —           | —           | —           | - SPA: Oro                               | Motomami                 |
| 2022 | Sakura                                           | 28          | —           | —           | —           | —           | —           | —           |                                          | Motomami                 |
| 2022 | Chiri                                            | 44          | —           | —           | —           | —           | —           | —           |                                          | Motomami +               |
| 2022 | Aislamiento                                      | 100         | —           | —           | —           | —           | —           | —           |                                          | Motomami +               |
| 2023 | Vampiros (con Rauw Alejandro)                    | 7           | —           | —           | 100         | 75          | —           | —           | - SPA: Oro                               | RR                       |
| 2023 | Promesa (con Rauw Alejandro)                     | 20          | —           | —           | —           | —           | —           | —           |                                          | RR                       |
| "—" indica che l'opera non si è classificata in quel territorio. "×" indica una classifica inesistente. |                                                  |             |             |             |             |             |             |             |                                          |                          |

## Collaborazioni
| Anno | Titolo                                                                                | Album di provenienza        |
| ---- | ------------------------------------------------------------------------------------- | --------------------------- |
| 2016 | Llámame más tarde (C. Tangana feat. Rosalía)                                          | /                           |
| 2017 | Con la peña (Cálido Lehamo feat. Rosalía)                                             | Alegría de vivir            |
| 2018 | Un largo viaje (Fernando Vacas, Vallellano & The Royal Orchestra Gypsy feat. Rosalía) | A través de la luz          |
| 2018 | ¡Ay Paquita!                                                                          | ¡Ay Paquita!                |
| 2018 | Catalina en gran vía (Raül Refree & Fermin Muguruza feat. Rosalía)                    | Black Is Beltza             |
| 2018 | Cuando te beso (en vivo) (Niña Pastori feat. Rosalía)                                 | Realmente volando (en vivo) |
| 2021 | Nothing's Special (Oneohtrix Point Never feat. Rosalía)                               | /                           |

## Video musicali
- 2016 – Antes de morirme
- 2016 – Catalina
- 2017 – De plata
- 2017 – Aunque es de noche
- 2018 – Malamente
- 2018 – Pienso en tu mirá
- 2018 – Di ni mombre
- 2018 – Bagdad
- 2019 – De aquí no sales
- 2019 – Barefoot in the Park
- 2019 – Con altura
- 2019 – Aute cuture
- 2019 – Milionària/Dios nos libre del dinero
- 2019 – Yo x ti, tú x mí
- 2019 – A palé
- 2020 – Juro qué
- 2020 – TKN
- 2020 – Relacíon (Remix)
- 2021 – Lo vas a olvidar
- 2021 – La noche de anoche
- 2021 – Linda
- 2022 – La fama
- 2022 – Saoko
- 2022 – Chicken Teriyaki
- 2022 – Hentai
- 2022 – Candy
- 2022 – Motomami
- 2022 – Delirio de grandeza
- 2022 – Despechá
- 2022 – El pañuelo
- 2022 – Besos mojados
- 2023 – Beso
- 2023 – Vampiros
- 2023 – Tuya